# J2・J3入れ替え戦
J2・J3入れ替え戦（ジェイツー・ジェイスリーいれかえせん、J2/J3 Play-Offs）は、日本プロサッカーリーグ（Jリーグ）におけるJ2リーグ（J2）とJ3リーグ (J3)との間で行われた入れ替え戦。2014年から2016年まで行われた。
本項では、2012年から2013年に制度化されていたJ2・JFL入れ替え戦（ジェイツー・ジェイエフエルいれかえせん、J2/JFL Play-Offs、J2と日本フットボールリーグ (JFL) の間の入れ替え戦）、ならびに2012年以降のJ2・J3(JFL) 間の入れ替え制度全般についても記す。

## 概要
Jリーグ ディビジョン2 (J2) のリーグ形態については、2008年7月に行われたJリーグ理事会において「J2リーグのクラブ数を、22まで増やす」「J2リーグが22クラブになったシーズンから、J2とJFLの入れ替え制度を導入する」ことが決定されており、これに沿う形でエクスパンションが続けられてきたが、2011年シーズン終了後にFC町田ゼルビアと松本山雅FCのJ2昇格が認められたことで、J2クラブが22クラブとなった。これを受ける形で、JリーグにおいてJFLとの入れ替え制度について具体的な検討が行われ、2012年1月17日に「J2・JFL入れ替え戦」を含めた入れ替え制度の詳細がJリーグから公式発表された。
なお、2008年時点では入れ替えクラブ数は最大3クラブ、入れ替え戦は行わないとされていたが、詳細検討の段階で入れ替え戦が実施されることになった。「J2・JFL入れ替え戦」の名称は当初仮称とされていた が、試合実施要項策定の時点で正式名称となった。
2014年より、J2の下にJ3リーグ（J3）が創設されることを受け、J2のクラブとの入れ替えの対象がJFLからJ3のクラブに変更となり、入れ替え戦の名称も「J2・J3入れ替え戦」 となった。またその前年の2013年は、入れ替えはJ2とJFLのクラブを対象に行うものの、この結果J2から降格したあるいはJ2への昇格を逃したクラブは、翌年はJFLではなくJ3に所属するものとされた（後述）。
2017年シーズンはJ2とJ3の入れ替えについては「J2の下位2クラブが自動降格、J3の上位2クラブが自動昇格」とされ、入れ替え戦は行われないことになった。ただし、J3上位クラブがJ2ライセンスを取得していなかった場合の扱いについては、入れ替え戦実施時の扱い（後述）に準ずるものとされた。

## レギュレーション
以下は、Jリーグが2012年1月17日に発表した2012年のJ2・JFL入れ替え戦のレギュレーション、ならびに2013年12月17日に発表した2014年のJ2・J3入れ替え戦のレギュレーション に基づく。

### 入れ替えの条件
入れ替えの条件についてはJリーグ規約第17条に定めがある。J3（2013年まではJFL）所属のクラブのうち、以下の条件を満たしたクラブが入れ替え（J2昇格）の対象となり、J2所属クラブのうち年間成績下位2クラブ（22位および21位）が入れ替え（2012年はJFLへ、2013年以降はJ3へ降格）の対象となる。
- Jリーグ準加盟クラブであること。（J2への昇格元がJFLであった2013年までのみ存在した規定）
- Jリーグクラブライセンス制度に基づき、クラブライセンス審査を受け、J1またはJ2ライセンスが付与されていること。
- 当該年度のJ3（2013年まではJFL）において年間成績が2位以内であること。
  - 2014年・2015年のJ3に参戦したJリーグ・アンダー22選抜 (J-22)、および2016年のJ3に参戦するFC東京・G大阪・C大阪のU-23チームが年間成績2位以内となった場合は、これらを除外して判断する[5][6]。
- 以下のいずれにも該当しないこと。
  - 入れ替えの資格を有するか否かを決定する理事会の前日時点で、翌シーズンの広告料収入確定額が1億円未満（税抜）
  - 当該年度のJ3における平均観客動員数が3000人未満

JFLないしJ3所属クラブが上記の条件を満たした場合、当該クラブが所属リーグにおいて年間成績1位の場合は自動昇格、年間成績2位の場合は入れ替え戦出場となる。この場合、年間成績1位のクラブが昇格条件を満たさない場合でも年間成績2位のクラブが自動昇格になることはなく、また（J-22あるいはU-23チームを除外した）年間成績3位以下のクラブが自動昇格ないし入れ替え戦に繰り上げられることはない。
一方、J2所属クラブについては、基本的にJ2年間最下位（22位）が自動降格、J2年間21位が入れ替え戦出場となるが、JFL・J3からの自動昇格クラブがいない場合は年間最下位が入れ替え戦に出場する。また、JFL・J3において上位2クラブが入れ替え条件を満たしていない場合はJ2からの降格は行われない。またJ2からの降格先がJFLであった2012年については、J2から降格したクラブはJリーグ正会員の資格を失い、Jリーグ準会員の処遇となるものとされた。
| J3上位の 昇格要件 | J3上位の 昇格要件 | J2・22位                         | J2・21位                |
| ----------------- | ----------------- | -------------------------------- | ----------------------- |
| 1位○              | 2位○              | 自動降格 （J3年間1位が自動昇格） | J3年間2位との入れ替え戦 |
| 1位○              | 2位×              | 自動降格 （J3年間1位が自動昇格） | J2残留                  |
| 1位×              | 2位○              | J3年間2位との入れ替え戦          | J2残留                  |
| 1位×              | 2位×              | J2残留                           | J2残留                  |

- J-22（2014年・2015年）およびU-23チーム（2016年）がJ3の上位2位以内となった場合は、これを除いて繰り上げた順位に読み替える。
- 2013年までは「J3」を「JFL」と読み替える。

### 入れ替え戦
前述の通り、JFL・J3の年間成績2位クラブがJ2参入資格を有する場合は、入れ替え戦が行われる。
入れ替え戦の試合形式および勝敗決定方法は2004年から2008年まで行われたJ1・J2入れ替え戦に準じている。ホーム・アンド・アウェーでの2回戦制（第1戦はJFL・J3所属クラブ、第2戦はJ2所属クラブのホームでの開催）で行われ、勝利数の多い方が勝者となり、次年度J2所属となる。2試合とも90分終了時点で同点の場合は引き分けとなり、延長戦は下記の通り、必要な場合にのみ第2戦の90分終了後に行う。なお、J2とJ3では2015年までベンチ入りできる人数・交代できる人数・外国人枠のレギュレーションが異なっていた（J3リーグ#レギュレーションを参照）ため、入れ替え戦ではホームクラブが所属するリーグのレギュレーション（第1戦がJ3の、第2戦がJ2のレギュレーション）が採用されていたが、この点が問題視されたことから2016年からはJ3のレギュレーションをJ2にそろえる形に変更された。
2試合における勝利数が同数となった場合は下記の順に勝敗を決定する。
1. 2試合における得失点差（＝合計得点数）
2. アウェーでの得点数（アウェーゴールルール）
3. 第2戦の後半終了後、引き続き15分ハーフの延長戦（アウェーゴールルールは採用せず）
4. PK戦（双方5人ずつ。決着しない場合は6人目以降サドンデス方式）

## 各年の入れ替え状況

### 2012年
入れ替え戦を実施する場合の開催日は、第1戦が11月25日、第2戦が12月2日とされた。
この年は入れ替え（J2昇格）の対象となる条件の一つであるクラブライセンス審査に合格したのがV・ファーレン長崎のみで、その長崎が同年のJFLで優勝したため、長崎の自動昇格と同年のJ2で最下位のFC町田ゼルビアの自動降格のみが行われ、入れ替え戦は実施されなかった。長崎は初のJ2参戦、町田は1年でのJ2からの降格。

### 2013年
2013 J2・JFL入れ替え戦（2013 J2/JFL Play-Offs）

入れ替え戦を実施する場合の開催日は、第1戦が12月1日、第2戦が12月8日とされた。2014年度からJ2の下部リーグとしてJ3（当時は「Jリーグ ディビジョン3」と呼称）が設立される予定であったことから、J2からの自動降格クラブ及び入れ替え戦に敗北したクラブはJFLに降格（残留）ではなく、J3に降格（移行）するものとした。
同年のJFLにおいて、クラブライセンス（J2ライセンス）を取得した3クラブのうちカマタマーレ讃岐が2位となり（優勝はJ2ライセンス未申請のAC長野パルセイロ）、2013年11月19日のJリーグ理事会で讃岐がJ2への入会審査に条件付き で合格したことから、同年のJ2最下位のガイナーレ鳥取との入れ替え戦が行われることとなった。
| 2013年12月1日 13:03 |

| カマタマーレ讃岐 （JFL 2位） | 1 - 1    | ガイナーレ鳥取 （J2 22位） |
| 高橋泰 47分                  | 公式記録 | 森英次郎 50分              |

| 香川県立丸亀競技場 観客数: 5,793人 主審: 窪田陽輔 |

| 2013年12月8日 13:04 |

| ガイナーレ鳥取 | 0 - 1    | カマタマーレ讃岐 |
|                | 公式記録 | 高橋泰 20分      |

| とりぎんバードスタジアム 観客数: 6,313人 主審: 福島孝一郎 |

- 2試合で1勝1分となった讃岐がJ2昇格（初のJ2参戦）。敗れた鳥取は3年間在籍したJ2からJ3に降格。

### 2014年
2014 J2・J3入れ替え戦（2014 J2/J3 Play-Offs）

この年からJ3が設立され、名称も上記の通り「J2・J3入れ替え戦」と変更された。入れ替え戦を実施する場合の開催日は、第1戦が11月30日、第2戦が12月7日とされた。
J2は11月15日に行われた第41節でカマタマーレ讃岐の21位が確定し、2年連続で入れ替え戦に回る事が確定した。一方、J3は、FC町田ゼルビア・AC長野パルセイロ・ツエーゲン金沢・ガイナーレ鳥取の4チームが昇格に必要なJ2ライセンスを取得し、11月1日に行われた第30節終了の時点で2位以内の可能性がJ2ライセンスを持つ金沢・長野・町田の3チームに絞られた ため、入れ替え戦が行われることが確定、11月19日のJリーグ理事会でJ3優勝の金沢の自動昇格と入れ替え戦の勝者のJ2昇格が承認され、入れ替え戦開催が正式決定した。最終的に11月23日の最終節で2位を確定させた長野が入れ替え戦に回ることが決まった。
| 2014年11月30日 12:33 |

| AC長野パルセイロ （J3 2位） | 0 - 0    | カマタマーレ讃岐 （J2 21位） |
|                             | 公式記録 |                              |

| 長野運動公園総合運動場陸上競技場 観客数: 8,944人 主審: 廣瀬格 |

| 2014年12月7日 12:33 |

| カマタマーレ讃岐 | 1 - 0    | AC長野パルセイロ |
| 木島良輔 71分    | 公式記録 |                  |

| 香川県立丸亀競技場 観客数: 6,170人 主審: 扇谷健司 |

- 2試合で1勝1分となった讃岐がJ2残留。敗れた長野はJ3残留。

### 2015年
2015 J2・J3入れ替え戦（2015 J2/J3 Play-Offs）

入れ替え戦を実施する場合の開催日は、第1戦が11月29日、第2戦が12月6日とされた。
J2は11月23日に行われた第42節（最終節）の結果により大分トリニータの21位・栃木SCの22位（最下位）が確定し、栃木のJ3自動降格と大分が入れ替え戦に回る事が確定した。一方、J3は、2位以内の可能性がJ2ライセンスを持つレノファ山口FCとFC町田ゼルビアの2チームに絞られた11月17日のJリーグ理事会で、優勝チームのJ2自動昇格と2位チームの入れ替え戦参加を承認、最終的に11月23日の第39節（最終節）で山口の優勝が確定、2位の町田が入れ替え戦に回ることが決まった。
| 2015年11月29日 12:33 |

| FC町田ゼルビア （J3 2位） | 2 - 1    | 大分トリニータ （J2 21位） |
| 鈴木孝司 45+2分, 72分     | 公式記録 | ダニエル 22分              |

| 町田市立陸上競技場 観客数: 8,629人 主審: 木村博之 |

| 2015年12月6日 12:34 |

| 大分トリニータ | 0 - 1    | FC町田ゼルビア     |
|                | 公式記録 | 鈴木孝司 58分 (PK) |

| 大分銀行ドーム 観客数: 14,217人 主審: 山本雄大 |

- 2試合で2勝となった町田が4年ぶりにJ2復帰。敗れた大分は過去にJ1に在籍したクラブ、国内三大タイトル獲得経験のあるクラブとしては初となるJ3降格[22]。

### 2016年
2016 J2・J3入れ替え戦（2016 J2/J3 Play-Offs）

入れ替え戦を実施する場合の開催日は、第1戦が11月27日、第2戦が12月4日とされた。
J2は11月20日に行われた第42節（最終節）の結果によりツエーゲン金沢の21位・ギラヴァンツ北九州の22位（最下位）が確定し、北九州のJ3自動降格と金沢が入れ替え戦に回る事が確定した。一方、J3は、2位以内の可能性がJ1ライセンスを持つ大分トリニータと栃木SCの2チームに絞られた11月16日のJリーグ理事会で優勝チームのJ2自動昇格と2位チームの入れ替え戦参加を承認。最終的に11月20日に行われた第30節（最終節）の結果により大分の優勝（J2自動昇格）が確定、2位の栃木が入れ替え戦に回ることが決まった。
なお金沢はホームスタジアムとしている石川県西部緑地公園陸上競技場において、2015年度より計画されていた芝の改修工事が2016年シーズンのホームゲーム終了後（11月8日）から既に着工されており、当日スタジアムが使用出来ないため、ホームゲームは隣県の富山県にある富山県総合運動公園陸上競技場（J3・カターレ富山のホームスタジアム）で開催する。
| 2016年11月27日 12:33 |

| 栃木SC （J3 2位） | 0 - 1    | ツエーゲン金沢 （J2 21位） |
|                   | 公式記録 | 小柳達司 89分              |

| 栃木県グリーンスタジアム 観客数: 5,369人 主審: 廣瀬格 |

| 2016年12月4日 12:34 |

| ツエーゲン金沢           | 2 - 0    | 栃木SC |
| 中美慶哉 34分 (PK), 69分 | 公式記録 |        |

| 富山県総合運動公園陸上競技場 観客数: 7,130人 主審: 山本雄大 |

- 2勝したツエーゲン金沢がJ2残留。敗れた栃木SCはJ3残留。

### 備考
1. ↑  長崎のクラブライセンス発給は「J2入会審査への合格」の条件付きだった[10] が、2012年11月12日の臨時理事会でJ2入会が承認された[11] ことにより正式発給となった。
2. ↑  2位もJリーグ準加盟のAC長野パルセイロ（長野）だったが、長野は準加盟決定が2012年7月23日で[12]、クラブライセンス申請期限である2012年6月30日の後だったこともあってクラブライセンスを申請していなかった。
3. ↑  讃岐のホームゲームでの観客動員数を3000人以上とすること。JFLの最終節が残っており確定状態ではなかった。